# Oldřichov v Hájích
Oldřichov v Hájích é uma comuna checa localizada na região de Liberec, distrito de Liberec‎.